# 卓木碉会议
卓木碉会议是长征时中共中央率领红一、三军团单独北上后，1935年10月5日在西康省马尔康县卓木碉召开了公然反对中央分裂党的会议，另立了中央。

## 历史
1935年9月9日，中共中央政治局在若尔盖巴西召开政治局紧急会议（巴西会议），决定率一、三军团单独北上。徐向前、陈昌浩奉张国焘命令，率右路军的红四军、红三十军及红军大学部分人员，二度过草地南下，与张国焘的左路军会合。1935年9月13日张国焘召开阿坝会议后，1935年10月5日即中共中央率红军陕甘支队翻越六盘山之际，张国焘在卓木碉的喇嘛庙连夜召开“党的活动分子会议”，出席会议的有张国焘、朱德、徐向前、陈昌浩、刘伯承、王树声、周纯全、李卓然、罗炳辉、余天云等军以上高级干部四、五十人。张国焘讲话攻击党中央是右倾逃跑主义路线，是分裂红军的罪魁祸首，中央已威信扫地，失去了领导全党的资格。我们应该仿效列宁与第二国际决裂的办法，组成新的临时中央，并要与会者一一表态。会议通过了《关于成立第二中央的组织决议》，张国焘任中央主席：
- 成立“中国共产党临时中央委员会”（史称“第二中央”），单方面宣布任弼时、陈铁铮（即孔原，时在莫斯科任中共中央驻共产国际代表团代表）、陈绍禹、项英、陈云、曾洪易（原闽浙贑苏区特派员，1935年1月己被捕叛变）、朱阿根（即朱琪，原江苏省委书记）、关向应、李立三、夏曦、朱德、张国焘、周纯全、陈昌浩、徐向前、陈毅、李先念、何畏、傅钟、何长工、李维汉、曾传六、王树声、周光坦、黄甦、彭德怀、徐彦刚（时己牺牲）、吴志明（即吴致民，中共鄂东南道委书记，时己牺牲）、肖克、王震、李卓然、罗炳辉、吴焕先（时己牺牲）、高敬亭、曾山、刘英、郑义斋、林彪为中央委员。[4]
- 任弼时、陈绍禹、项英、陈云、朱德、张国焘、陈昌浩、周纯全、徐向前、李维汉、曾传六、何长工（候补）、傅钟（候补）组织“中央政治局”[4]
- 以朱德、张国焘、陈昌浩、周纯全、徐向前组织“中央书记处”[4]
- 以朱德、张国焘、陈昌浩、徐向前、林彪、彭德怀、刘伯承、周纯全、倪志亮、王树声、董振堂组织军事委员会，以朱德、张国焘、徐向前、陈昌浩、周纯全为常务委员。张国焘任中央军事委员会主席[4]；朱德任红军总司令，陈昌浩任红军总政治委员，徐向前任红军副总司令，周纯全任红军总政治部主任，李卓然任红军总政治部副主任。
- 开除毛泽东、周恩来、博古、洛甫的党籍，将杨尚昆、叶剑英“免职查办”。[5]